# Miguel Ángel Recuenco
Miguel Ángel Recuenco Checa (Madrid, 14 de marzo de 1976) es un político español, miembro del Partido Popular de la Comunidad de Madrid y alcalde de Leganés desde 2023.

## Biografía
Miguel Ángel Recuenco nació en Madrid en 1976 y ha residido en Leganés la mayor parte de su vida. Su padre regentaba una churrería en el barrio de los Descubridores, y durante un tiempo compaginó los estudios con el trabajo familiar.
Tras licenciarse en Derecho, ejerció la abogacía y mantuvo su propio despacho legal hasta junio de 2011, cuando tuvo que renunciar para asumir un cargo público. También ha estudiado música en la escuela-conservatorio Manuel Rodríguez Sales. Está casado y es padre de familia numerosa.

## Trayectoria política
En las elecciones municipales de 2011 formó parte de la lista electoral del Partido Popular (PP) para el ayuntamiento de Leganés que lideraba Jesús Gómez Ruiz. Como edil en el gobierno municipal asumió el cargo de segundo teniente de alcalde y concejal de Urbanismo e Industria, con responsabilidad sobre la Empresa Municipal del Suelo (Emsule). Se mantuvo en el cargo hasta la derrota de los populares en las elecciones de 2015 y el posterior nombramiento del socialista Santiago Llorente. Durante los ocho siguientes años en la oposición, logró hacerse con el control de la agrupación local y afrontó su reconstrucción como candidato popular en las municipales de 2019, donde quedó en tercer lugar por detrás de PSOE y ULEG.
A nivel autonómico, entre 2021 y 2023 fue diputado del grupo popular en la xii legislatura de la Asamblea de Madrid. En 2022 ejerció la presidencia del congreso extraordinario donde Isabel Díaz Ayuso resultó elegida presidenta del Partido Popular de la Comunidad de Madrid.

### Alcaldía de Leganés
Recuenco encabezó la candidatura del Partido Popular de Leganés en las elecciones municipales de 2023 y venció por un estrecho margen sobre el PSOE, de nuevo en un escenario marcado por la fragmentación de voto con seis partidos distintos. El 17 de junio de 2023 fue investido alcalde de Leganés por mayoría simple, y tres días después llegó a un acuerdo de gobierno con la formación local Unión por Leganés (ULEG).
Una de sus primeras medidas al frente fue prometer una auditoría en Emsule desde 2017, que abarcase todo el periodo del anterior alcalde. Sin embargo, la oposición bloqueó esta propuesta al considerar que el periodo investigado debía ampliarse hasta 2011, precisamente cuando Recuenco era el gerente de Emsule.Finalmente, llegaron a un acuerdo con Más Madrid y Podemos para desbloquear la sucesión a cambio de auditar sus cuentas desde 2007. Se da la circunstancia de que, en los últimos meses de Llorente como alcalde, Emsule había presentado una querella contra Recuenco por un presunto caso de prevaricación cuando había sido gerente que siempre ha negado. Por otro lado, el ayuntamiento tuvo que aprobar en noviembre de 2023 una aportación extraordinaria de 6,5 millones de euros para cubrir una promoción de 134 viviendas públicas, concedida durante el mandato anterior, bajo acusaciones de que su predecesor había iniciado las obras sin financiación.